# Paraphaenocladius brevinervis
Paraphaenocladius brevinervis är en tvåvingeart som först beskrevs av Holmgren 1869.  Paraphaenocladius brevinervis ingår i släktet Paraphaenocladius, och familjen fjädermyggor. Arten har ej påträffats i Sverige.